# Park Ji-su
Park Ji-su (박지수?; Seongnam, 6 dicembre 1998) è una cestista sudcoreana, professionista nella WNBA.

## Carriera
È stata selezionata dalle Minnesota Lynx al secondo giro del Draft WNBA 2018 (17ª scelta assoluta).
Con la Corea del Sud ha disputato i Giochi olimpici di Tokyo 2020 e due edizioni dei Campionati mondiali (2014, 2018).